# 조지영 (교육인)
조지영(曺知英, 1983년 7월 2일~)은 대한민국의 교육인이자 엘리하이 영어 강사이자 영어 대표 강사이다.

## 생애
1983년 7월 2일 경상북도 구미시에서 태어났다. 이후 이화여자대학교를 졸업했다.
2008년 메가스터디에 입사했다.
2021년 9월 1일, 조교쌤 초코쌤을 영입했다.

## 여담
같은 엘리하이 강사이자 대표 강사인 오투와 절친이다.